# Eric Frumerie
Eric Frumerie, född 16 maj 1777 i Svennevad i Örebro län, död 8 april 1842 i Västerås, var en svensk skarprättare i Örebro, Värmland och Västmanlands län.
Eric Frumerie föddes som son till gruvarbetaren Josua Frumerie (1731–1798) och dennes hustru Catharina Ersdotter. På fädernet hade han vallonskt påbrå. Han flyttade med sina föräldrar och syskon till Vintrosa 1778 där de står skrivna på Hässelkulla ägor. Han flyttade ut från sina föräldrar efter 1793 och tog arbete som dräng. Han ansökte om att få bli skarprättare 1811, som omfattade länen i Örebro, Västerås och Karlstad. I mars 1818 inkom han till häktet i Örebro misstänkt för att ha spridit falska rykten.
Han kallades för "mästerman Eric Frumerie" när sonen Johan Eric föddes 1823 i Örebro. Familjen var skriven i husförhörslängden 1821–1825 för Örebro Nikolai församling. Familjen flyttade till Västerås 1831. Hans andra fru, Anna Jonsdotter, straffades för snatteri och hade tidigare ”pliktat för stöld och sabbatsbråk”.
När Eric Frumerie avled 1842 av "nervfeber" i Västerås hade han varit skarprättare i ungefär trettio år. Sonen Johan Eric Frumerie var verksam som skarprättare i Västerås.

## I media
Eric Frumerie har omtalats och porträtterats två gånger i tv-programmet Vem tror du att du är?, där två ättlingar (eller rent biologiskt egentligen faktiskt bara en) har varit med, Petra Mede 2012 och Krister Henriksson 2022. Petra Medes linje var kuriös: En sondotterson till Eric, Gustaf Adolf Tropp, gifte sig 1895, 22 år gammal, med en sju år äldre kvinna och erkände sig då som far till hennes redan sju år gamle son och blev inskriven som far i Adolf Fredriks församlings födelsebok. I programmet slogs dock fast att familjen alltid hade vetat att biologisk far var en medlem av en svensk adlig ätt, vars släktvapen sonen hade på väggen i sitt hem som vuxen. Historikern och arkivarien Mats Hayen berättade i programmet vilken adlig ätt det rörde sig om.
Krister Henriksson är ättling till Eric Frumeries äldsta barn, dottern Christina Catharina, 1803–1898. Hon hade tidigt varit gift en gång, snart separerat, och flyttat till Rådmansö i Roslagen. Hon fick där tre barn, varav två nådde vuxen ålder, med en blivande skeppare Sjöblom. Han gifte sig dock aldrig med henne, utan gifte sig med en annan kvinna och fick flera barn med henne. Christina Frumeries son bar namnet Sjöblom, och Henrikssons mor var dennes sonsons dotter.